# Salsola laricina
Salsola laricina là loài thực vật có hoa thuộc họ Dền. Loài này được Pall. miêu tả khoa học đầu tiên năm 1803.